# Philippe Malgouyres
Philippe Malgouyres (né le 7 novembre 1965 à Royan) est un historien de l'art français. Il est conservateur général du patrimoine au musée du Louvre.

## Biographie
Après avoir fait ses études à l’École du Louvre, à l’université de Paris IV et à l’École pratique des hautes études, il est reçu, en 1991, au concours d’entrée à l’École nationale du patrimoine (depuis devenu l'Institut national du patrimoine). En 1993-1994, il est pensionnaire à l’Académie de France à Rome, à la Villa Médicis. De 1995 à 1997, il est conservateur au musée Calvet d’Avignon, au moment de la réouverture du musée. Depuis 1997, il est conservateur au département des Objets d'art au musée du Louvre. En 2016, il est lauréat de la bourse André-Chastel. Il a obtenu un doctorat en histoire de l'art sous la direction de Philippe Sénéchal (université de Picardie-Jules Verne) : De l'archéologie moderne à l'ergagraphie. Pour une nouvelle approche de l'étude des objets d'art (soutenue le16 octobre 2024). Il enseigne régulièrement à l’École du Louvre. Il est marié avec l’historienne de l’art et écrivain Olga Medvedkova.

## Commissariat d’expositions
- 1998 : Peintures et sculptures d’Italie, l’Isle sur la Sorgue (avec Philippe Sénéchal)
- 1998-1999 : Dessins de la collection Marcel Puech au Musée Calvet, Paris, Musée du Luxembourg
- 2001-2002 : Figures de la Passion, Paris, Musée de la Musique (avec Emmanuel Coquery)
- 2003 : Porphyre. La pierre pourpre des Ptolémées aux Bonaparte, Musée du Louvre[5]
- 2005 : Ivoires du musée du Louvre (1480-1850). Une collection inédite, Dieppe, Château-Musée, 2005 (avec Pierre Ickowicz).
- 2007 : Charles Mellin, un Lorrain entre Rome et Naples, Nancy, musée des Beaux-arts et Caen, musée des Beaux-arts (avec Sophie Harent et Patrick Ramade)
- 2007-2008 : Histoires d’ivoire. Collections du musée du Louvre et des musées de Châlons-en-Champagne, Châlons-en-Champagne, musée des Beaux-Arts et d’Archéologie (avec Philippe Pagnotta)
- 2008 : Apollon dans la forge de Vulcain. Bronzes de la collection de Louis XIV au musée du Louvre, Kiev, réserve nationale Sainte-Sophie, Maison du métropolite
- 2010 : Kronos Eros Thanatos. Œuvres de Marc Schildge, Paris, galerie Joseph
- 2011 : Regards sur Marie, Le Puy-en-Velay, Hôtel-Dieu, 2011 (avec Gilles Grandjean)
- 2012 : Robert Wilson Living Rooms, musée du Louvre
- 2015 : La Fabrique des saintes images. Rome, Paris, 1580-1660, Musée du Louvre (avec Louis Frank)[6],[7]
- 2019: La Lune. Du voyage réel aux voyages imaginaires. Grand Palais, Galeries nationales. - 3 avril 2019 - 22 juillet 2019 (avec Alexia Fabre). Prix de la ville de Royan délivré par l'Académie de Saintonge.
- 2021 : Venus d'ailleurs. Matériaux et objets voyageurs, Paris, musée du Louvre (avec Jean-Luc Martinez)
- 2022 : Pierres gravées. Camées, intailles et bagues de la collection Guy Ladrière, Paris, Ecole des Arts joailliers
- 2022 : Ca’ d’Oro. Chefs-d’œuvre de la Renaissance à Venise, Paris, Hotel de la Marine, The Al Thani Collection
- 2025 : L’expérience de la nature. Les arts à Prague à la cour de Rodolphe II, Paris, musée du Louvre (avec Olivia Savatier-Sjöholm)

## Principaux ouvrages
- Catalogue raisonné des dessins anciens du musée Centre-des-Arts de Fécamp, Fécamp, 1994 (avec Xavier Salmon)[8].
- Peintures et sculptures d’Italie. Collections du XVe au XIXe siècle du Musée Calvet. Avignon, Paris, 1998 (avec Philippe Sénéchal).
- Dessins de la donation Marcel Puech au Musée Calvet, Avignon. Catalogue sommaire, Naples, 1998 (dir. avec Sylvie Béguin et Mario Di Giampaolo).
- Le Musée Napoléon, Paris, 1999.
- Peintures françaises du XVIIe siècle. La collection du musée des Beaux-Arts de Rouen, Paris, 2000 (préface de Pierre Rosenberg).
- Beau comme l’antique, Paris, 2000 (avec Jean-Luc Martinez).
- Porphyre. La pierre pourpre des Ptolémées aux Bonaparte, Paris, 2003 (dir.).
- Charles Mellin, un Lorrain entre Rome et Naples, Paris, 2007.
- Histoires d’ivoire. Collections du musée du Louvre et des musées de Châlons-en-Champagne, Châlons-en-Champagne, 2007 (avec Philippe Pagnotta).
- Apollon dans la forge de Vulcain. Bronzes de la collection de Louis XIV au musée du Louvre, Kiev, 2008.
- Musée de Fécamp, Catalogue des peintures, Bonsecours, 2010 (avec Marie-Hélène Desjardins, Catherine Join-Diéterle et Olivier Meslay).
- Ivoires de la Renaissance et des Temps modernes. La collection du musée du Louvre, Paris, 2010.
- Regards sur Marie, Lyon, 2011 (dir., avec Gilles Grandjean).
- Messe de saint Grégoire, Paris, 2011 (avec Dominique de Courcelles et Claude Louis-Combet).
- Voyage en Grande Wilsonie, Paris, 2013.
- Armes européennes. Histoire d’une collection au musée du Louvre, Paris, 2014.
- La Fabrique des saintes images. Rome, Paris, 1580-1660, Paris, 2015 (dir., avec Louis Frank).
- Le bouclier avec Milon de Crotone d’Antonio del Pollaiuolo, Paris, 2015[9].
- Au fil des perles, la prière comptée. Chapelets et couronnes de prières dans l’Occident chrétien, Paris, Somogy, 2017
- Le livre d’heures de François Ier, Paris, 2018
- Dévotion mariale et faveur pontificale. A propos des colonnes de porphyre du portail occidental de la cathédrale du Puy : in Cahiers de la Haute-Loire 2006, Le Puy-en-Velay, Cahiers de la Haute-Loire, 2006
- La Lune. Du voyage réel aux voyages imaginaires, Paris, RMN, 2019 (dir. avec Alexia Fabre).
- De Filarete a Riccio : bronzes italiens de la Renaissance (1430-1550). La collection du musée du Louvre, Paris, Mare et Martin / éditions du Louvre, 2020,  (ISBN 978-2-36222-006-7).
- Venus d'ailleurs. Matériaux et objets voyageurs, Paris, Seuil/ éditions du Louvre, 2021.
- Camées et intailles. L'art des pierres gravées, Paris, Gallimard / l'Ecole des Arts Joaillers, 2022  (ISBN 978-2-07-294326-3)
- Cameos and Intaglios. The Art of Engraved Stones, Paris, Gallimard / l'Ecole des Arts Joaillers, 2022  (ISBN 978-2-07-294327-0), traduction du précédent par Deke Dusinberre
- Pierres gravées. Camées, intailles et bagues de la collection Guy Ladrière, Paris, Mare et Martin / l'Ecole des Arts Joaillers, 2022
- Engraved Gems. Cameos, intaglios and rings of the Guy Ladrière Collection, Paris, Mare et Martin / l'Ecole des Arts Joaillers, 2022, traduction du précédent par Adam Rickards
- Ca’ d’Oro. Chefs-d’œuvre de la Renaissance à Venise, Paris, 2022, Editions du Patrimoine  (ISBN 2757708430)
- La Science de l’émerveillement. Artistes et intellectuels à la cour de Rodolphe II (1552-1612), Paris, Mare & Martin, 2025  (ISBN 978-2-36222-125-5)

## Distinctions
- Membre associé correspondant national de la Société nationale des antiquaires de France
- Fellow de la Society of Antiquaries, Londres
- Chevalier des Arts et Lettres